# Геймесфурт, Конрад фон
Конрад фон Геймесфурт (нем. Konrad von Heimesfurt) — немецкий писатель, поэт XIII века.
Духовное лицо, написал стихотворения, опубликованные под заглавием «Unser vrouven hinvart» ("Вознесение Девы Марии") и «Diu urstende» ("Воскресение"). Последнее стихотворение считается лучшим; оно составлено на основании апокрифических «Деяний Пилата» и так называемого евангелия Никодима и повествует о страданиях, смерти, воскресении и сошествии в ад Иисуса Христа. Издано Hahn’ом в «Gedichte des XII und XIII Jahrh».